# Euphorbia nocens
Euphorbia nocens là một loài thực vật có hoa trong họ Đại kích. Loài này được (L.C.Wheeler) V.W.Steinm. mô tả khoa học đầu tiên năm 2003.